# 石澤顕
石澤 顕（いしざわ あきら、1956年（昭和31年）10月14日 - ）は、日本の実業家、報道記者。日本テレビホールディングス株式会社取締役副会長、読売中京FSホールディングス株式会社代表取締役社長。

## 来歴・人物
福岡県出身。父は技術者だった。
東京大学文学部社会心理学科卒業。
1980年（昭和55年）4月に日本テレビ放送網に入社。報道局社会部に配属され、警視庁、法務省、労働省などを担当し、警視庁記者クラブサブキャップを務める。
1987年（昭和62年）9月に内臓疾患の手術を受けた昭和天皇の病状推移を受け、日本テレビが“昭和最後の日”を見据えた報道体制強化のため、1月に宮内庁担当記者となり、1989年（昭和64年）1月7日の昭和天皇崩御までの一連の出来事の取材・報道を担当する。
2002年（平成14年）に報道局政治部長、翌年に編成局チーフ・プロデューサーとなり、その後は編成局長、執行役員、常務取締役、専務取締役などに就く。

### 社長就任
2022年（令和4年）6月29日付で日本テレビホールディングス及び日本テレビ放送網代表取締役社長・執行役員に就任した。2023年春には、朝のワイドショー『スッキリ』と関東ローカルのブランチタイム番組『バゲット』を終了させて新しいワイドショー番組『DayDay.』を立ち上げた。
2025年4月に、日本テレビ系列の基幹局である札幌テレビ放送・中京テレビ放送・讀賣テレビ放送・福岡放送の4社が共同で放送持株会社読売中京FSホールディングスを設立、その代表取締役社長に就任するのに伴い、2024年12月31日をもって日本テレビホールディングス及び日本テレビの代表を辞し、翌2025年1月1日付で日本テレビホールディングス取締役副会長に就任。両社の後任の代表取締役社長には福田博之が昇任する。